# Ron Barber

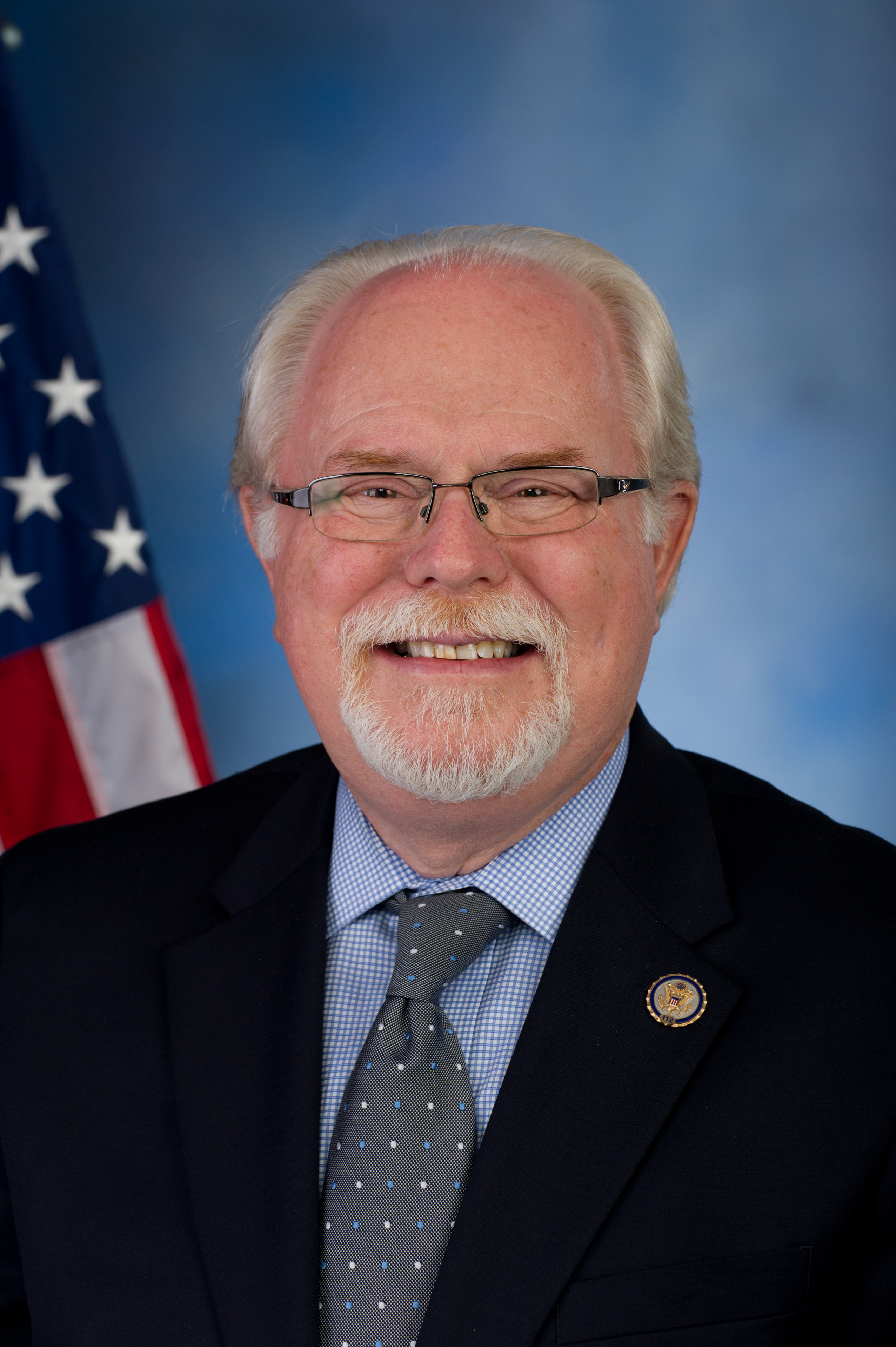
Ron Barber (2012)

Ronald Sylvester Barber (* 25. August 1945 in Wakefield, England) ist ein US-amerikanischer Politiker der Demokratischen Partei. Er war von 2012 bis 2015 Abgeordneter im US-Repräsentantenhaus für den Südosten Arizonas.

## Biografie
Barber wurde 1945 in Wakefield geboren. Sein Vater war dort stationiert. Später kehrte die Familie in die Vereinigten Staaten zurück und Barber wuchs in Tucson, Arizona auf. Er besuchte die dortige Rincon High School. Nachdem er 1963 die Schule beendet hatte, studierte er an der University of Arizona und erhielt dort 1967 seinen Bachelor of Arts (B.A.).
Barber wurde Geschäftsmann und betrieb mit seiner Frau ein kleines Unternehmen in Tucson. Von 1976 bis 2006 arbeitete er im Arizona Department of Economic Security in der Division of Developmental Disabilities, der er später als Direktor vorstand. Von 2007 bis 2012 gehörte er dem Mitarbeiterstab der Kongressabgeordneten Gabrielle Giffords an. In dieser Funktion begleitete er Giffords auch am 8. Januar 2011 zu einer öffentlichen Bürgerfragestunde in einem Einkaufszentrum in Casas Adobes, etwa 17 Kilometer nördlich von Tucson, in deren Verlauf es zu einem Attentat auf Giffords kam. Nachfolgend wurden sechs Personen getötet, 13 weitere Personen, darunter auch Barber, wurden teilweise schwer verletzt.
Als Giffords infolge des auf sie verübten Attentats ihr Mandat aus gesundheitlichen Gründen niederlegte, kandidierte Barber erfolgreich für die Demokratische Partei bei der nun nötig gewordenen Nachwahl zur Neubesetzung des vakanten Sitzes und gehörte ab dem 12. Juni 2012 dem Repräsentantenhaus der Vereinigten Staaten für den 8. Kongresswahlbezirk Arizonas an, der den Südosten des Bundesstaates und Teile Tucsons umfasste. Er wurde bei der Wahl 2012 gegen die Republikanerin Martha McSally mit 1 Prozent Vorsprung knapp bestätigt, diesmal im 2. Kongresswahlbezirk des Bundesstaates, der geographisch weitgehend mit seinem bisherigen Wahlbezirk übereinstimmte und durch den Neuzuschnitt der Wahlkreise (redistricting) nach dem United States Census 2010 entstanden war. Barber traf bei der Wahl 2014 wiederum auf McSally und unterlag ihr mit 167 Stimmen Rückstand. McSally löste ihn am 3. Januar 2015 im Kongress ab.
Nach dem Sieg der Demokratin Ann Kirkpatrick in Barbers früherem 2. Kongresswahlbezirk bei der Wahl zum Repräsentantenhaus 2018 arbeitet Barber für sie wiederum als district director, also leitender Mitarbeiter im Wahlbezirk. Diese Position hatte er bereits unter Giffords innegehabt.
Barber ist verheiratet und hat zwei Töchter.

## Belege
1. ↑  Katherine Tully-McManus: Former Arizona Rep. Ron Barber Returns to District Director Roots. In: Roll Call, 12. November 2018.

| Personendaten    | Personendaten                                 |
| ---------------- | --------------------------------------------- |
| NAME             | Barber, Ron                                   |
| ALTERNATIVNAMEN  | Barber, Ronald Sylvester (vollständiger Name) |
| KURZBESCHREIBUNG | US-amerikanischer Politiker                   |
| GEBURTSDATUM     | 25. August 1945                               |
| GEBURTSORT       | Wakefield, England                            |